# تارکانی
تارکانی (به مجاری:  Tárkány) یک سکونتگاه مسکونی در مجارستان است که در کوماروم-استرگوم واقع شده‌است.